# AEA June Bug
 (juin 2020).
Si vous disposez d'ouvrages ou d'articles de référence ou si vous connaissez des sites web de qualité traitant du thème abordé ici, merci de compléter l'article en donnant les références utiles à sa vérifiabilité et en les liant à la section « Notes et références ».
Le June Bug est un biplan expérimental réalisé par Glenn Curtiss au sein de l'Aerial Experimental Association.

## Le premier avion Curtiss
Troisième biplan de l’AEA, il avait la ligne générale des AEA Red Wing et AEA White Wing, mais le contrôle latéral au moyen d’ailerons était très amélioré. Il fut breveté, et Glenn Curtiss, qui devint bénéficiaire des brevets de l’AEA à sa dissolution en mars 1909, et dut donc supporter les poursuites judiciaires intentées par les Frères Wright pour violation des brevets qu’ils avaient déposés sur les procédés de contrôle en vol des aéronefs.
Glenn Curtiss lui-même décolla pour la première fois le June Bug le 21 mai 1908. Cet aéroplane effectua 32 vols allant de 106 à 1 042 m jusqu’au 31 août 1908.
Fin 1907, le magazine Scientific American avait créé un trophée annuel récompensant les progrès de l’aviation. Le vol réalisé par Glenn Curtiss le 4 juillet fut qualifié par Scientific American de ‘plus long vol jamais accomplis en public par un plus lourd que l’air en Amérique dans un endroit accessible’. Les Frères Wright avaient réalisé des vols de 38 km en 1905, mais sans témoins, ils ne pouvaient donc être validés. Le trophée de Scientific American fut attribué à Glenn Curtiss, qui s'inspirera du June Bug pour réaliser son Curtiss Golden Flyer.

## Transformé en hydravion
Début septembre 1908, le June Bug fut équipé de deux flotteurs en catamaran et rebaptisé AEA Loon. Durant un premier essai, il atteignit 43 km/h mais ne parvint pas à s’arracher de la surface de l’eau. Durant un nouvel essai, le pilote perdit le contrôle et le Loon s’enfonça entre deux eaux. Pris par la glace, il fut abandonné, Glenn Curtiss poursuivant ses essais d’hydravions en 1911 seulement avec son Curtiss Hydroaeroplane.